# Anumeta palpangularis
Anumeta palpangularis är en fjärilsart som beskrevs av Rudolf Püngeler 1901. Anumeta palpangularis ingår i släktet Anumeta och familjen nattflyn. Inga underarter finns listade i Catalogue of Life.